# Luigi Bellincioni

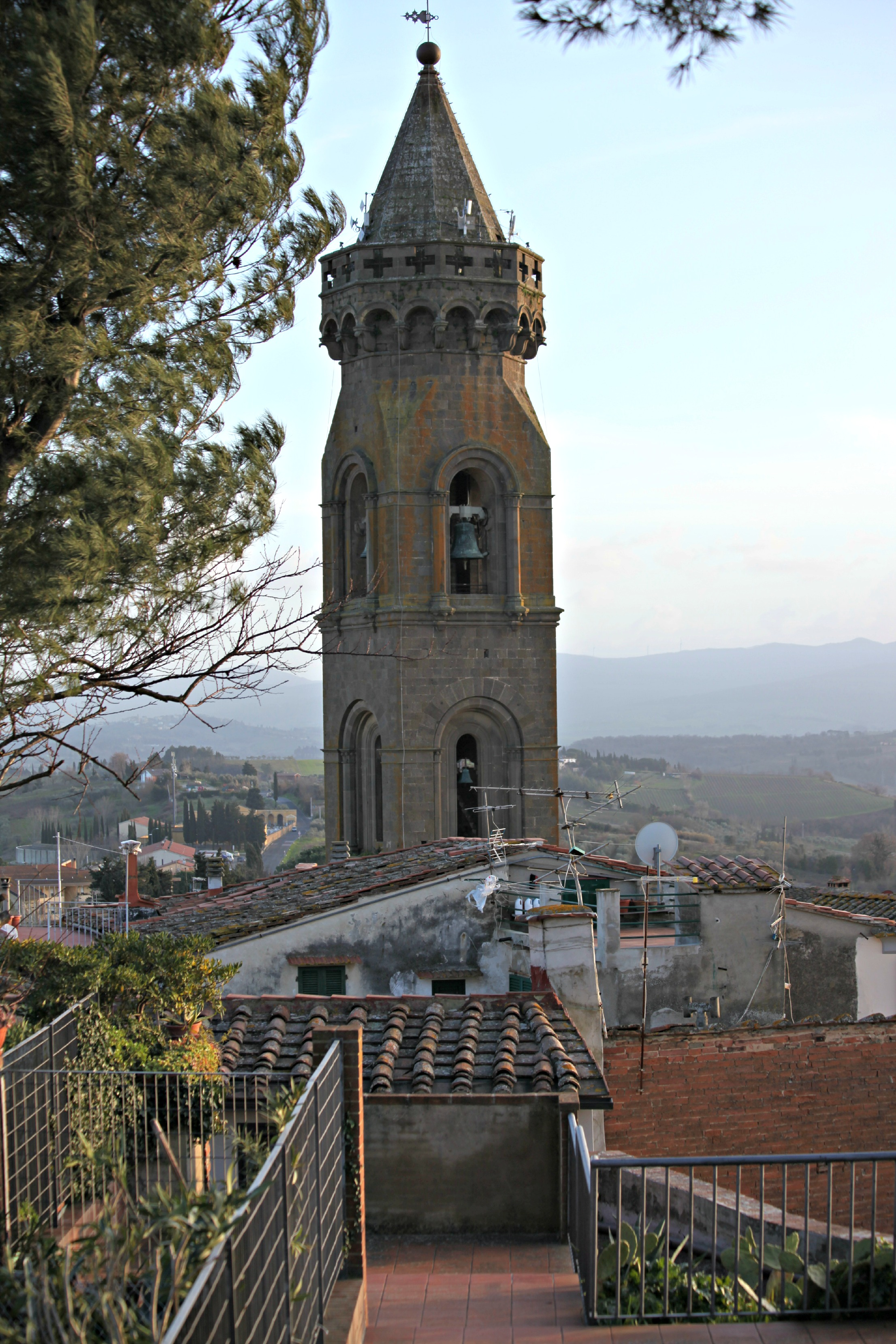
Campanile della pieve di San Verano a Peccioli

Luigi Bellincioni (Pontedera, 1º gennaio 1842 – Firenze, 24 marzo 1929) è stato un architetto italiano.

## Biografia
Nato a Pontedera nel 1842, fu aiuto ingegnere delle Ferrovie Toscane e consigliere provinciale a Pisa. Formatosi a Firenze, fu allievo di Giuseppe Michelacci e Felice Francolini.
Dal 1888 fece parte della Commissione per la conservazione dei monumenti e delle antichità della Provincia di Pisa. Molto attivo nella zona della Valdera, si dedicò in modo particolare alla progettazione di campanili e alla costruzione di cinema e teatri. La sua opera si ispira al classicismo rinascimentale, cui si avvicina con un approccio eclettico aperto alle influenze di altri stili architettonici. Molto importanti sono i cimiteri monumentali di Capannoli e Riparbella

## Opere

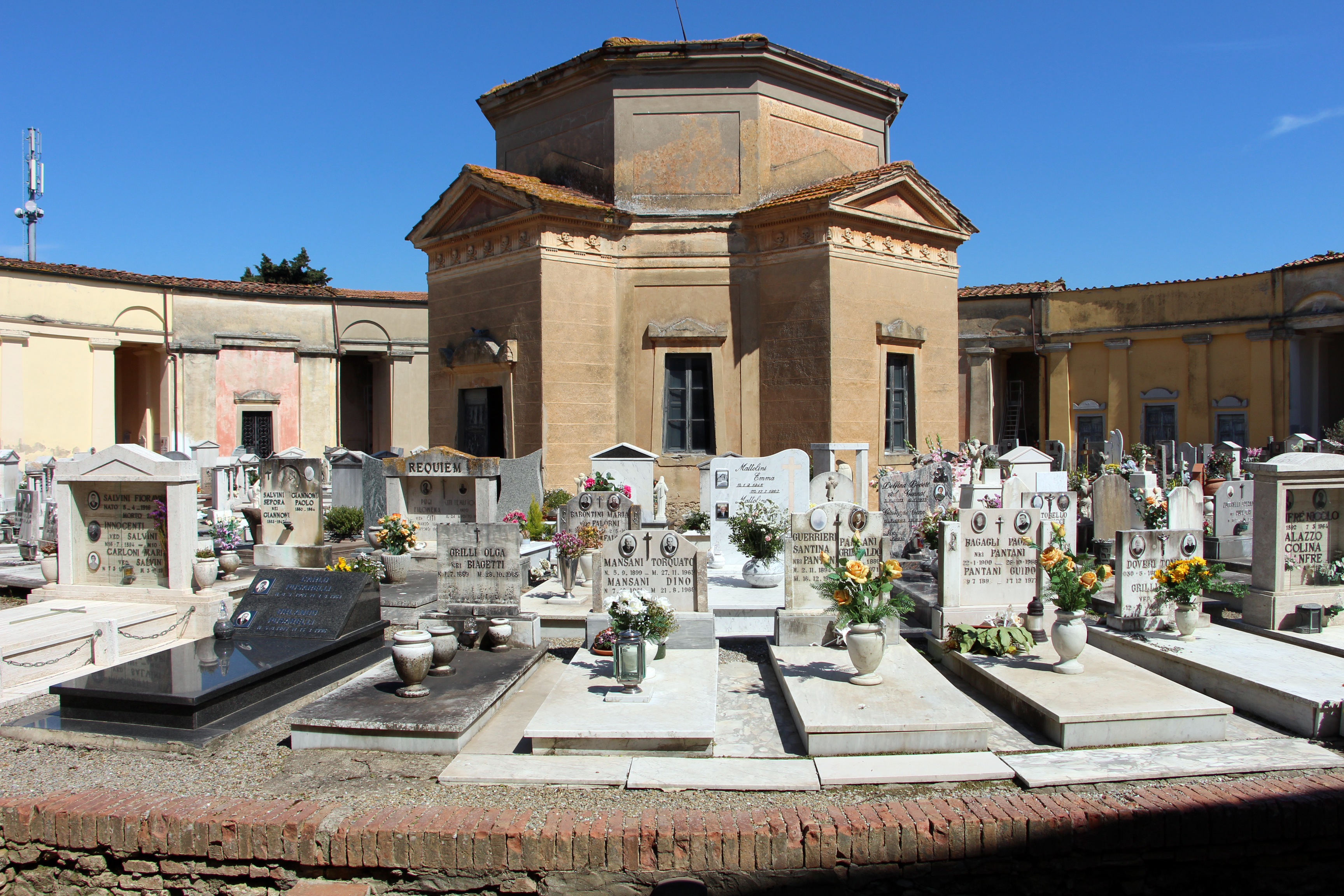
Il cimitero di Capannoli

- Cimitero monumentale di Capannoli
- Cimitero monumentale (Cimitero Nuovo) di Riparbella (1894)
- Cimitero comunale di Ponsacco (1889)
- Cimitero della Misericordia di Pontedera (1912-1913)
- Chiesa della Misericordia a Pontedera (1883-1892)
- Palazzo Morini a Pontedera (1880-1885)
- Palazzo Naldini a Pontedera (1880)
- Palazzo Bruschi a Pontedera
- Palazzo Bellincioni a Pontedera (1886)
- Palazzo Pitschen a Pontedera (1883)
- Palazzo Ciompi a Pontedera (1872)
- Palazzo Paoletti Zeppini a Pontedera (1868-1870)
- Palazzo Valli a Ponsacco (1873)
- Convento delle Suore a Ponsacco
- Campanile della parrocchiale di Sant'Andrea a Soiana (1886-1897)
- Campanile della chiesa di San Pietro a Santo Pietro Belvedere (Capannoli)
- Campanile della chiesa di San Verano a Peccioli
- Campanile della parrocchiale di San Giovanni a Pomarance (1898)
- Campanile della parrocchia di Pieve di Santa Maria Novella (Marti)
- Cinema Lumière a Pisa (1905)

## Galleria d'immagini

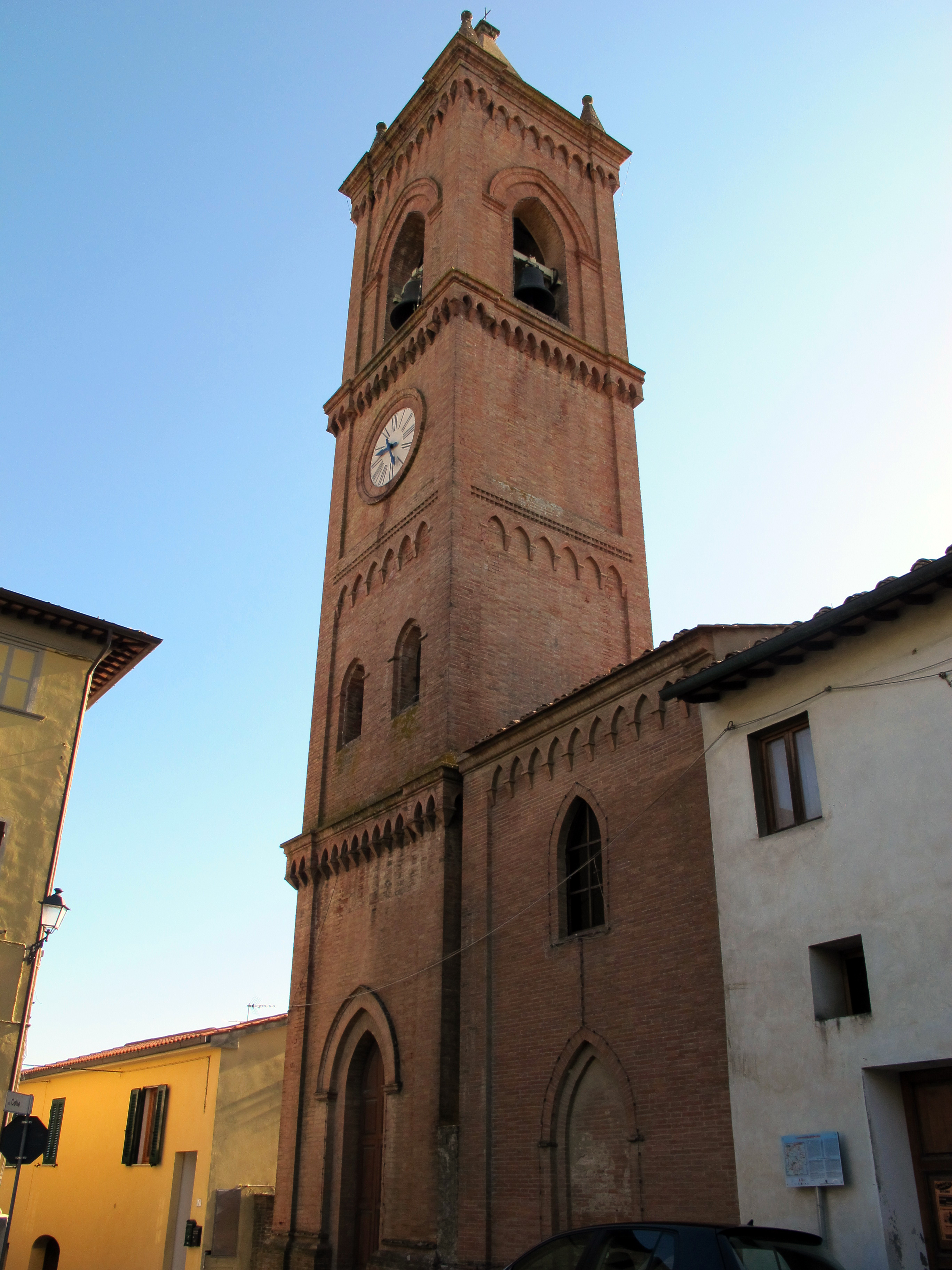
Campanile della Pieve di S. Maria Novella a Marti
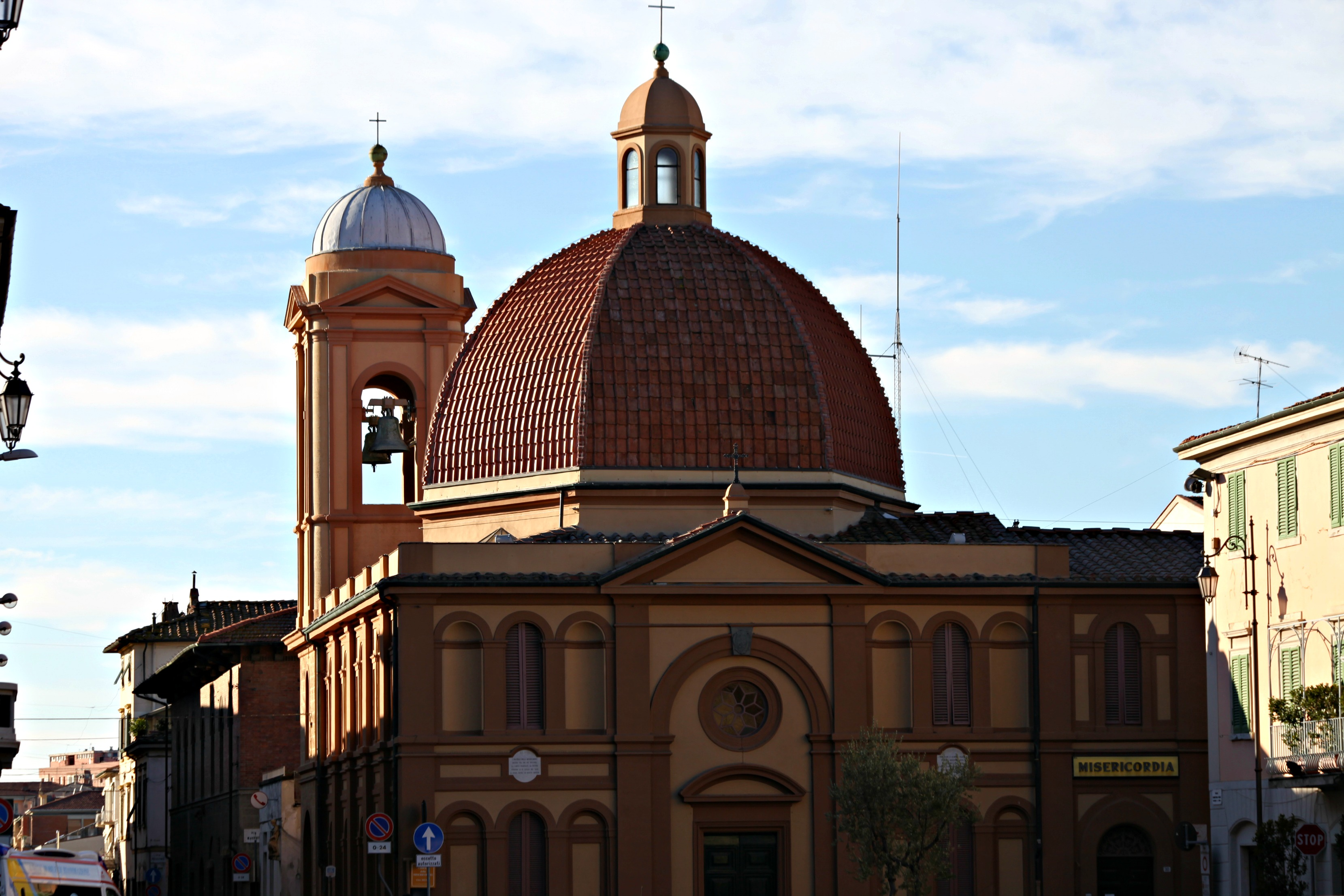
Chiesa della Misericordia a Pontedera